# 富兰克林堂区 (路易斯安那州)
富蘭克林堂區（英語：Franklin Parish）是美國路易斯安那州東北部的一個堂區。面積1,646平方公里。根據美國2000年人口普查，共有人口21,263人。治所溫斯伯勒 (Winnsboro)。
成立於1843年3月1日。本堂區的名稱以美國開國元勳之一本傑明·富蘭克林命名。